# Verneplan for vassdrag
I 1994 kom Norges vassdrags- og energidirektorat med den første Verneplan for vassdrag som udpeger norske vassdrag (elvsystemer) som ud fra frilufts-, natur- og miljøværninteresser burde undtages fra kraftudbygning.
Verneplan for vassdrag er en fredningsplan hvor det er lagt vægt på at tage vare på et repræsentativt udsnit af naturen ved de norske vandløb. I et elvsystem som er beskyttet af en værneplan kan der ikke gives tilladelse til en koncessionpligtig vandkraftsudbygning, men der kan gives tilladelse til opgradering af eksisterende kraftværker så fremt det ikke er omfattende tiltag. Beskyttelsesbestemmelserne er ikke bindende for private og derfor kan der bygges koncessionsfrie småkraftværker i beskyttede vassdrag. Ved vurderingen af om et tiltag er koncessionspligtig, lægges der strengere vurdering til grund i værnede vassdrag end i andre.

## Baggrund for værneplanerne
Allerede i 1960 tog Stortinget spørgsmålet om at udarbejde en landsplan for beskyttelse af vassdrag mod kraftudbygning op. Det blev antaget at en landsplan ville lette afvejningen mellem udbygnings- og fredningsinteresserne i de forskellige dele af landet.
Den første oversigt over vassdrag der burde beskyttes blev udarbejdet af Undersøgelseskomiteen vedrørende fredning mod vassdragsudbygning (Gabrielsenkomitéen) i 1963. Arbejdet har senere dannet grundlag for værneplaner mod kraftudbygning. På baggrund af Gabrielsenkomitéens arbejde, blev Norges Vassdrags- og Energidirektorat i 1969 bedt om at udarbejde en plan over vassdrag som ud fra frilufts-, natur- og miljøværninteresser burde undtages fra kraftudbygning. En sådan plan kom først 25 år senere i en samlet plan for vassdrag.

## Suplement til værneplanene
De omfattende planer der eksisterer nu blev udviklet i 1970- og 80-erne. Det er Verneplan for vassdrag I-IV og Samlet Plan. Man lagde da vægt på at den sædvanlige koncessionsbehandling ikke gav den ønskede sammenhæng mellem det enkelte projekt og den samlede ressource. Ud fra en samlet ressurceoversigt, blev en del vassdrag varigt beskyttet mod kraftudbygning. Der er i alt fire planer som til sammen udgør en landsplan for beskyttelse af vassdrag.
NVE fik til opgave at komme med et suplement til Verneplanen for vassdrag. Supleringslisten skal udfylde de eksisterende planer sådan at ufuldstændigt beskyttede vassdrag får en mere helhedspræget beskyttelsesplan.

## Oversigt over planerne
- Verneplan I for vassdrag [4]
- Verneplan II for vassdrag [5]
- Verneplan III for vassdrag [6]
- Verneplan IV for vassdrag [7]
- Suplement til Verneplan for vassdrag [8]

## Eksterne kilder og henvisninger
1. ↑  Energi- og kraftbalansen i Norge mot 2020, NOU 1998:11
2. ↑  Elver og vann – vern av norske vassdrag, Eie/Faugli/Aabel, NVE 1996. ISBN 82-504-2241-4
3. ↑  St.prp nr 75 (2003-04) Supplering av Verneplan for vassdrag
4. ↑  no:Verneplan I for vassdrag
5. ↑  no:Verneplan II for vassdrag
6. ↑  no:Verneplan III for vassdrag
7. ↑  no:Verneplan IV for vassdrag
8. ↑  no:Supplering av Verneplan for vassdrag

- Miljøstatus i Norge: Vernede vassdrag Arkiveret 16. januar 2022 hos  Wayback Machine
- NVE: Verneplan for vassdrag Arkiveret 4. juli 2008 hos  Wayback Machine